# Dacus yaromi
Dacus yaromi är en tvåvingeart som beskrevs av White och Goodger 2009. Dacus yaromi ingår i släktet Dacus och familjen borrflugor.
Artens utbredningsområde är Etiopien. Inga underarter finns listade i Catalogue of Life.